# Aniba percoriacea
Aniba percoriacea is een boom uit de laurierfamilie (Lauracea), nauw verwant aan de bedreigde rozenhoutboom.
De boom heeft elliptische bladeren die 20–26 cm lang en 6–10 cm breed worden en draagt gele bloemen die ongeveer 10 mm lang zijn.
Het verspreidingsgebied is waarschijnlijk beperkt tot de Tafelberg in Centraal-Suriname. De soort is endemisch in dat land.